# Morro do Campo dos Padres
O morro do Campo dos Padres é um morro situado na região do Campo dos Padres. Faz divisa entre os municípios de Bom Retiro, Urubici e Anitápolis, sua altitude é de 1798m   .
O nome "Campo dos Padres" foi dado em alusão aos padres jesuítas que, vindos das Missões, refugiaram-se nos campos desta serra.
E o terceiro em elevação, ficando atrás do morro do Chapéu com 1823,49m e do morro da Boa Vista com 1827m. 